# Ambasada Rzeczypospolitej Polskiej w Republice Albanii z siedzibą w Tiranie
Ambasada Rzeczypospolitej Polskiej w Republice Albanii z siedzibą w Tiranie (alb. Ambasada e Republikës së Polonisë në Tiranë) – polska misja dyplomatyczna w stolicy Albanii.

## Lokalizacja
Ambasada mieści się w zachodniej części Tirany, przy głównej arterii prowadzącej w kierunku Durrës, przy Rruga Durresit 123. Budynek, w przeszłości wykorzystywany przez armię włoską, zachował do dziś styl włoskiego budynku rezydencjonalnego. Na zapleczu budynku znajduje się rozległy ogród, w którym urządzane są okolicznościowe przyjęcia. Jako jedna z nielicznych placówek dyplomatycznych w stolicy Albanii, polska ambasada znajduje się poza obszarem strzeżonej przez policję dzielnicy dyplomatycznej.
W budynku znajduje się także wydział konsularny oraz attachat obrony.